# 楞厳寺 (笠間市)
楞厳寺（りょうごんじ）は、茨城県笠間市にある臨済宗妙心寺派の寺院。

## 歴史
創建年代は不明である。当初は律宗の寺院であったが、1252年（建長4年）に当地の領主だった笠間時朝によって中興された。その際に臨済宗に転宗している。
境内には、初代の時朝をはじめ笠間氏累代の墓があり、五輪塔が多く並んでいる。
なお、当寺の裏山はヒメハルゼミの生息地の北限とされており、国の天然記念物に指定されている。

## 文化財

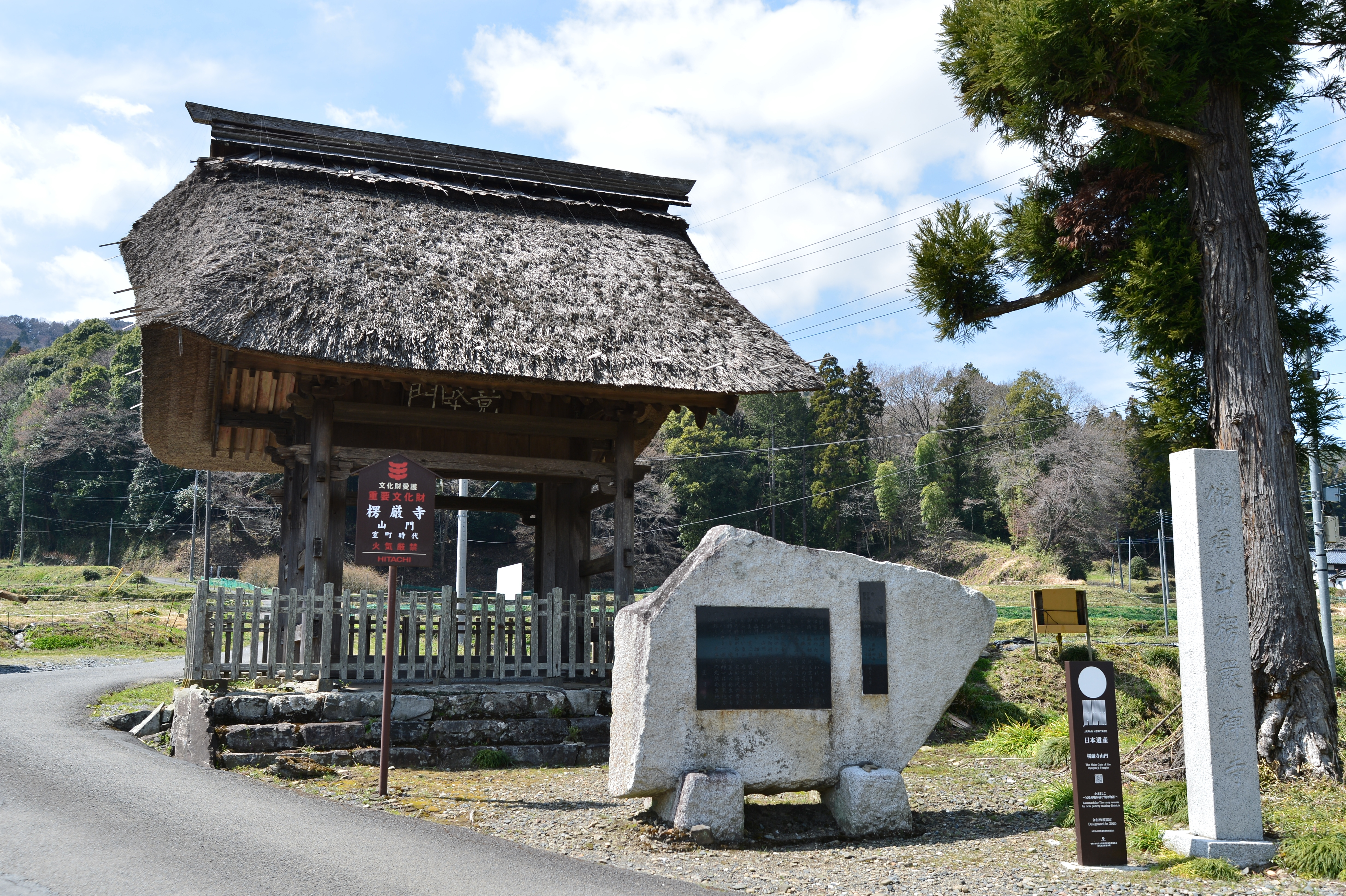
楞厳寺山門（国の重要文化財）

- 楞厳寺山門（重要文化財 大正6年4月5日指定）[3]
- 木造千手観音立像（重要文化財 大正9年8月16日指定）[4]
- 笠間氏累代の墓地（笠間市指定文化財 昭和53年4月25日指定）[5]
- 木造大日如来坐像（笠間市指定文化財 平成20年2月26日指定）[6]

## 交通アクセス
- 稲田駅より車12分。